# Plateosauridae
A Plateosauridae a dinoszauruszok egyik családja, amely a Sauropodomorpha alrend Prosauropoda alrendágába tartozik. A plateosauridák a késő triász korban élt korai sauropodomorphák voltak.
A csoportot először Paul Sereno definiálta kládként 1998-ban, ide sorolva azokat a plateosaurusokat, amelyek közelebbi rokonságban állnak a Plateosaurusszal, mint a Massospondylusszal.
Bár az évek során több dinoszauruszt is plateosauridaként soroltak be, egy 2007-es, Adam Yates által írt tanulmány csak a Plateosaurust és az Unaysaurust találta érvényes plateosauridának. Yates egy másik (2003-as) tanulmánya a Sellosaurus nemet (P. gracilis néven) beolvasztotta a Plateosaurusba.
Ugyanakkor a Seitaadon, 2010-ben elvégzett filogenetikus elemzés azt jelzi, hogy a családhoz kora jura kori tagok is tartozhatnak.

## Fordítás
- Ez a szócikk részben vagy egészben a Plateosauridae című angol Wikipédia-szócikk ezen változatának fordításán alapul.  Az eredeti cikk szerkesztőit annak laptörténete sorolja fel. Ez a jelzés csupán a megfogalmazás eredetét és a szerzői jogokat jelzi, nem szolgál a cikkben szereplő információk forrásmegjelöléseként.

## Külső hivatkozások
- Plateosauridae. Palaeos.com. [2006. március 13-i dátummal az eredetiből archiválva]. (Hozzáférés: 2010. július 29.)